# Tatort: Masken
Masken ist ein Fernsehfilm aus der Krimireihe Tatort, der am 28. November 2021 erstmals im SRF, im ORF und im Ersten gesendet wurde. Es ist die 1180. Folge der Tatort-Reihe und der 20. Fall des Dortmunder Teams um die Ermittler Faber und Bönisch (Faber 20., Bönisch 19.).

## Handlung
Der junge Polizeihauptmeister Nicolas Schlüter wird auf seiner morgendlichen Joggingrunde gezielt von einem Auto überfahren und stirbt. Peter Faber, Martina Bönisch, Rosa Herzog und Jan Pawlak ermitteln im Umfeld des allseits beliebten Streifenpolizisten auf der Polizeiwache Hörde in Dortmund.
Schlüters Streifenkollege und Freund Paul Lohse hatte mit ihm gestritten, weil Schlüter vor ihm befördert worden war. Jessica, Tochter der Revierleiterin Kathrin Steinmann, hatte ein heimliches Verhältnis mit Schlüter, dessen Frau Simone hochschwanger ist.
Der alte VW Golf IV des Opfers wird als Tatfahrzeug identifiziert. Bei der Durchsuchung einer von Schlüter angemieteten Wohnung finden die Kommissare Hinweise darauf, dass dieser mit vielen Frauen Sex hatte und sie dabei heimlich filmte. Unter ihnen waren unter anderem die Frau eines Kollegen und die Gerichtsmedizinerin. 
Schlüter hatte auffällig viele Strafzettel gegen den Zahnarzt Dr. Johannes Oberländer ausgestellt. Oberländer ist der Guru der Dortmunder Aufreißer-Szene und verkauft Männern entsprechende Seminare. Den Kommissaren erklärt er, Schlüter habe versucht, ihm Konkurrenz zu machen. Als dies nicht gelungen sei, habe er ihm wohl aus Rache die Strafzettel verpasst. Es stellt sich heraus, dass Schlüters Streifenkollege und Freund Paul Lohse ebenfalls mit der Aufreißer-Szene vertraut ist und mit Schlüters Frau Simone ein Verhältnis hatte. Dieser hatte vor Kurzem versucht, Simone Schlüter über das Treiben ihres Mannes aufzuklären, weil er sich Hoffnungen machte, sie zurückzugewinnen. Doch diese weist ihren früheren Freund ab.
Simone Schlüter will Jessica Steinmann zur Klärung offener Fragen aufsuchen. Jessica öffnet ihr nicht, sondern erschießt sich im Garten. Im Zuge der Ermittlungen stellt sich heraus, dass Jessica als Teenager von Steinmann adoptiert wurde, da ihre leibliche Mutter, Nicole Brunner, starke psychische Probleme hatte und mittlerweile seit zehn Jahren in einer psychiatrischen Klinik lebt. Von ihr erfahren Faber und Bönisch, dass Jessica ein geheimes Liebesverhältnis zu Kathrin Steinmann hatte. Als sie Kathrin Steinmann damit konfrontieren und vermuten, sie habe Schlüter umgebracht, weil er sie erpresst habe – was die kürzliche Beförderung Schlüters vermuten lässt, nimmt sie Bönisch als Geisel und fährt mit ihr davon. Sie erzählt Bönisch, wie Jessica und sie sich ineinander verliebt hätten, nachdem sie sie adoptiert hatte. Auf der Sperrmauer einer Talsperre überredet Faber sie, sich zu ergeben.

## Hintergrund
Der Film wurde vom 17. August 2020 bis zum 16. September 2020 in Dortmund, Köln und Umgebung gedreht. In der finalen Szene ist die Aggertalsperre zu sehen.

## Rezeption

### Kritiken
Rainer Tittelbach von Tittelbach.tv nannte den Film einen „Ein rundum gelungenes Krimi-Charakterkopf-Paket, bei dem gleich in der Tatort-Begehung die Vernetzung der Figuren kameratechnisch superb in Szene gesetzt wird.“ Den Filmemachern gelang „unterstützt von einem spielfreudigen Ensemble, einen klassischen Whodunit eine Stunde lang offen und abwechslungsreich, thematisch anregend und ästhetisch reizvoll zu erzählen […][ehe] die Geschichte einen völlig überraschenden Twist bekommt. Soziale Rollen und Familienverhältnisse entpuppen sich als falsch, der Schein verdeckt das wahre Begehren, Gesellschaftskritik schimmert durch. Viele Figuren sind auf komplexe Weise emotional miteinander verbandelt und schicksalhaft verstrickt. Auch Bönisch und der tiefenentspannte Faber mischen kräftig mit im höchst unterhaltsamen Beziehungsclinch.“
Für die Süddeutsche Zeitung wertete Holger Gertz: „Das Stück ist konventionell erzählt, dementsprechend nachvollziehbar, hat aber auch Längen zwischendrin. Und der tolle Faber? Vorsicht vor zu viel Tegtmeier im Zweitgeschmack: Der Sonderling, nun angekommen, wird vom Autorenduo Arnd Mayer und Claudia Matschulla ein bisschen zu gewollt zum ‚Lecker Pils‘-Ruhrpottoriginal hochgeschrieben.“
Oliver Jungen bei der Frankfurter Allgemeinen Zeitung meinte: „Der ‚Tatort‘ aus Dortmund krabbelt auf die dunkle Seite von Beziehungen. Das ist ein sehr kunstfertiger Film, der mit dem Blick des Zuschauers spielt.“
Bei Spiegel Online bewertete Christian Buß den Krimi dagegen recht negativ und schrieb: „Von der harten Milieustudie über die ätzende Testosteron-Stenz-Satire zum verrätselten Frauendrama – das sind einfach einige Genre-Hakenschläge zu viel, da bleibt die Neugier dann irgendwann doch auf der Strecke. Auch die Maskenanalogie – jeder versteckt sich, um seine wahren Gefühle zu verbergen – wirkt in der plakativen Ausführung am Ende nur noch ermüdend.“
Judith von Sternburg von der FAZ urteilte: „Ein wilder Ritt durch diverse Gefühlsuniversen ist der Tatort ‚Masken‘, nach Dortmunder Art herb serviert und gelegentlich zu Scherzen aufgelegt. Ungerührt fallen sie dicht an einem Abgrund der Traurigkeit. Es scheint ferner ein Vorteil zu sein, dass Krimierfahrene zwar mit 85-prozentiger Trefferquote sofort richtig raten werden, aber noch lange auf die wesentlichen Informationen warten müssen, warum es so kam.“ „Die Aufklärung am Ende stapelt letztlich mit jeder weiteren Erklärung auch ein weiteres Klischee aufeinander. Gerade das macht diese Runde zum Triumph für Faber und Bönisch, denen man vieles vorwerfen kann, aber kein Schubladenformat.“

### Einschaltquoten
Die Erstausstrahlung von Masken am 28. November 2021 wurde in Deutschland von 9,55 Millionen Zuschauern gesehen und erreichte einen Marktanteil von 28,0 % für Das Erste.